# TM-35
TM-35 je protu-tenkovska mina sovjetske proizvodnje koja je bila korištena tijekom 2. svjetskog rata. Riječ je o mini pravokutnog oblika izrađenoj od metala. Kao i kod modela TM-46, u mini se nalazi TNT eksploziv gdje se prelaskom tenkovske gusjenice preko nje, stvara fuzija koja proizvodi visoki tlak. U mini je smješteno 2,8 kg dinamita.
Riječ je o jednoj od prvih protu-tenkovskih mina koju je razvio Sovjetski Savez. Njezin razvoj dovršen je 1935. a proizvedena je za potrebe Crvene armije. Osim Sovjetskog Saveza, koristila ju je i Poljska tijekom 1940-ih i 1950-ih.
Danas je ova mina povučena iz uporabe.

## Vanjske poveznice
- TM-35 protu-tenkovska mina  Arhivirana inačica izvorne stranice od 29. rujna 2011. (Wayback Machine)